# Yak-25 (航空機・初代)
Yak-25
- 用途：迎撃機
- 設計者：アレクサンドル・セルゲーエヴィチ・ヤコヴレフ
- 製造者：ヤコブレフ設計局
- 運用者： ソビエト連邦
- 初飛行：1947年11月2日
- 生産数：2機
- 運用状況：試作のみ

Yak-25（ロシア語: Як-25）はソ連のヤコブレフ設計局が開発したジェット迎撃機である。実用化はされず、開発はYak-30に引き継がれた。名称以外の関連性は無いが「Yak-25」の名称は後にYak-25"フラッシュライト-A"に再利用された。

## 開発と設計
1947年3月11日、ソビエト連邦人民委員会議が下した命令により、ヤコブレフ設計局はYak-19に類似したより高速な直線翼戦闘機を開発する事となり、Yak-23の開発と並行してロールスロイス ダーウェントV ターボジェットエンジンを搭載したYak-25の開発を開始した。Yak-25はソ連の戦闘機として初めて完全な与圧コックピットを持ち、空調や射出座席、胴体の油圧式エアブレーキなどいくつかの技術革新の先駆けとなった。
Yak-25は細密ではないが、Yak-19と非常に近いレイアウトを用いた。主翼である直線翼は平面図ではよく似ているが、部分的に層流を用いた極めて薄く、より大きな翼となっている。CAHIの協力により油圧駆動式のフラップを装備し、Yak-19と比較して垂直尾翼は前縁が40°に引き伸ばされ、水平尾翼は35°の後退角を持たせた。
ダーウェントVエンジンはYak-19と同様に胴体中央に取り付けられた。胴体はYak-19と異なる非円形の断面を持ち、主翼後方の2重隔壁の部分から完全に後部胴体を取り外せるようにした事で、エンジンの取り外しやメンテナンスが行いやすくなった。着陸装置はYak-19とよく似ていた。
コックピットは今までのヤコブレフジェット戦闘機と類似していたが、コンプレッサーブリードエアを使用したエアサイクルシステムによりコックピット内を加圧していた。キャノピーは後方にスライドする開閉方式を採用した。フロント部は厚さ57mmの防弾ガラスと、座席後ろの8ｍｍの防弾板によりパイロットを保護した。射出座席はYak-19のものより改良され、射出時の首への負担が軽減された他、より長い射出距離になった。武装も改善され、NR-23機関砲を3門各75発で搭載した。

## 試験と評価
Yak-25の初号機には「yellow 15」のコールサインが与えられ、ラダーには「2」が記された。1947年10月31日に試験を開始し、セルゲイ・アノキン大佐の操縦により11月2日に初飛行した。試験は1948年7月3日まで続けられた。Yak-25は優れた操縦性と上昇性能を有していたが、水平尾翼の層流境界層は完全に不適切で、500 km/h（310 mph）に達した時に激しいバフェットを引き起こした。テストパイロットのL.L.セリャコフは余りにも激しいバフェットでキャノピーに頭をぶつけ、全ての計器類の指針が落ちたと報告した。この問題を解決するため、水平尾翼をNACA 004の翼型に変更した。初号機の経験を考慮に入れ、改修を加えた2号機も製作された。
残念な事に、ライバルであるラヴォーチキン設計局のLa-15とミコヤン設計局のMiG-15が良好な性能を発揮し、MiG-15は量産のために軍に正式採用され、Yak-25は受け入れられなかった。その後ラヴォーチキン設計局とヤコブレフ設計局はミコヤン設計局の開発する機体よりも優れた単座ジェット戦闘機を作る事は2度となかった。Yak-25は主翼を後退翼化したYak-30として更なる開発を行った他、別のいくつかの開発に使用された。
Yak-25は当時西側諸国に知られていたのにもかかわらず、ASCCやUSAFによるコードネームの指定がなかった。

## 曳航実験

### Yak-25E
Yak-25E（Eksperimentalnyi）はYak-25の試作初号機をTu-4重爆撃機によって牽引できるように改修した実験機。当時は空中給油を行う技術が確立されておらず、外部燃料タンクを装備して航続距離を伸ばそうとする試みや、母機に搭載して運ぶ寄生戦闘機の計画も上手くいかなかったため、長距離を飛行する爆撃機を航続距離の短い戦闘機で護衛出来る方法を模索していた。そこで爆撃機で戦闘機を曳航するという実験が行われた。グライダーとの相違点は、爆撃機と戦闘機は別々に離陸し、飛行中に爆撃機の後方から伸ばしたケーブルの先に戦闘機をドッキングするというもので、この実験のためにYak-25が選ばれた。夜間にも行えるよう、特別なヘッドライトも装備された。最初はB-25爆撃機が牽引機として使用された。
牽引システムの飛行試験は1949年6月1日に始まり、1950年9月まで続けられた。その間計11回の飛行試験が行われ、そのうち2回は夜間に行われた。実験は成功し、その後開発はヤコブレフ設計局で改造されたTu-4とMiG-15に引き継がれた。

## 諸元
- 乗員：1名
- 全長：8.66 m （28 ft 5 inch）
- 全幅：8.88 m （29 ft 1 inch）
- 全高：
- 翼面積：14.0 m2 （151 ft2）
- 翼面荷重：
- 空虚重量：2,285 kg（5,027 lb）
- 最大離陸重量：3,535 kg（7,777 lb）
- 燃料容量：700 kg
- エンジン：1 × ロールスロイス ダーウェントV 遠心圧縮式ターボジェットエンジン 15.6 kN（3,500 lbf）
- 最大速度：982 km/h（610 mph）
- 航続距離：1,100 km（690 mi）
- 巡航高度：14,000 m（45,931 ft）
- 上昇率：37 m/s（7,260ft /min）
- 武装：
  - 機関砲：2 × 23 mm NR-23（各75発）